# Germán III de Suabia
Germán III de Suabia (en alemán, Hermann II. von Schwaben; 995-1 de abril de 1012) fue un duque de Suabia que gobernó entre 1003 y 1012, perteneciente a la familia de los Conradinos.

## Biografía
Germán era hijo de Germán II, duque de Suabia, y de su esposa, Gerberga de Borgoña, hija del rey Conrado III de Borgoña. Tuvo muchos parientes ilustres. A través de su padre, Germán descendía de Enrique el Pajarero; a través de su madre del rey Luis IV de Francia y de Carlomagno. La hermana de Germán, Gisela de Suabia, se casó con el emperador Conrado II del Sacro Imperio Romano Germánico.

### Herencia y regencia
En 1003, cuando Germán tenía unos nueve años de edad, su padre murió y Germán heredó el Ducado de Suabia. Puesto que era menor, el reinado de Germán como duque fue controlado efectivamente por su primo, el rey de Alemania, Enrique II, que era su tutor. Enrique II desconfiaba de los Conradinos. El padre de Germán III, Germán II, se había opuesto a la elección de Enrique II como rey de Alemania en 1002, y se promovió a sí mismo como candidato rival al trono. Enrique II así usó su posición como tutor de Germán para limitar el poder de los duques de Suabia. Asumió el control de lugares claves en la propia Suabia (incluyendo Hohentwiel, Breisach y Zúrich), y reemplazó la ceca ducal con la real. Separó Alsacia del ducado de Suabia y dio el control de Alsacia a uno de sus parientes, el conde Gerhard. El control de Enrique sobre Suabia estaba aún presente cuando Germán murió, aproximadamente a los diecisiete años de edad, en 1012.
Germán III no se casó ni tuvo herederos. La línea masculina de los Conradinos de Suabia se extinguió con él. Enrique II seleccionó a Ernesto para sucederle; dos años más tarde, Ernesto se casó con la hermana de Germán, Gisela de Suabia.